# Wilhelm Schwediauer
Maximilian Schwediauer (* 23. April 1894 in Wien IV.; † 30. Juni 1976 in Klagenfurt) war ein österreichischer Direktor der Landwirtschaftskrankenkasse und Politiker.

## Leben
Schwediauer war der Sohn des Hotelangestellten Michael Schwediauer und dessen Ehefrau Josefine geb. Tschernach. Er war römisch-katholisch und heiratete am 30. August 1924 Dorothea Zarfl (* 27. November 1902; † 7. Oktober 2005). Aus der Ehe ging eine Tochter hervor.
Er besuchte das Piaristengymnasium in Wien und schloss danach sein Jusstudium an der Universität Wien 1920 mit der Promotion zum Dr. iur. ab. Er leistete Kriegsdienst und schied als Oberleutnant der Reserve aus dem Militär aus. Ab 1922 war er Bankbeamter in Klagenfurt, dann stellvertretender und ab 1934 Direktor der Landwirtschaftskrankenkasse. Nach der Machtergreifung der Nationalsozialisten 1938 wurde er entlassen. Von 1938 bis 1941 lebte er in Wien und hatte ab 1941 eine leitende Stellung bei den Wiener Neustädter Flugzeugwerken in Klagenfurt innen. Ab 1945 war er Landesbeamter und Leiter der Finanzabteilung. 1959 ging er in Pension.
Er war Ehren-Philister der katholisch-österreichischen Studentenverbindung Nibelungia, Präfekt der Marianischen Kongregation, Präsident des Vinzenzvereins und Obmann des Dommusikvereins. Er wurde mit der Silbernen Tapferkeitsmedaille (Erster Weltkrieg) und 1960 mit dem Komturkreuz des päpstlichen Silvesterordens ausgezeichnet. Er ist auf dem Friedhof St. Martin begraben.

## Politik
Schwediauer war Obmann der christlichsozialen Stadtparteileitung in Klagenfurt und des Zentralverbandes der christlichen Angestellten. Im Ständestaat war er vom 19. November 1934 bis zum 11. März 1938 als Laienvertreter der Kirchen- und Religionsgemeinschaften Mitglied im Ständischen Kärntner Landtag. Im Landtag war er Mitglied des Ordnungs- und des Verfassungsausschusses.